# Долішній Лужок
До́лішній Лужо́к — село Дрогобицького району Львівської області.
7.5.1946 перейменували село Лужок Долішній на село Долішній Лужок і Лужок-Долішнянську сільську Раду — на Долішньолужанська.
Тут знаходиться дерев'яна церква Св. Юрія.

## Населення

### Мова
Розподіл населення за рідною мовою за даними перепису 2001 року:
| Мова       | Кількість | Відсоток |
| ---------- | --------- | -------- |
| українська | 715       | 100%     |